# Warhorse Studios
Warhorse Studios s.r.o. es una desarrolladora de videojuegos con sede en Praga, República Checa. Fue fundado el 31 de agosto de 2011 por Daniel Vávra, exescritor y diseñador de juegos de 2K Czech, y Martin Klíma, exproductor de Altar Games, Codemasters y Bohemia Interactive. Originalmente, la compañía tenía el nombre Prague Game Studios s.r.o, solo adoptando la marca registrada "Warhorse Studios", pero fue renombrada como Warhorse Studios s.r.o. el 8 de julio de 2014. El último proyecto del estudio es el videojuego de rol Kingdom Come: Deliverance II, que salió a la venta el 4 de febrero de 2025.

## Videojuegos desarrollados
| Año  | Título                       | Género            | Plataforma(s)                                      | Distribuidor                  |
| ---- | ---------------------------- | ----------------- | -------------------------------------------------- | ----------------------------- |
| 2018 | Kingdom Come: Deliverance    | Videojuego de rol | Microsoft Windows, PlayStation 4, Xbox One         | Warhorse Studios, Deep Silver |
| 2025 | Kingdom Come: Deliverance II | Videojuego de rol | Microsoft Windows, PlayStation 5, Xbox Series X\|S | Warhorse Studios, Deep Silver |